# المجحفة (لحج)
المجحفة هي إحدى قرى الجمهورية اليمنية. وهي تتبع جغرافيًا لمحافظة لحج. وإداريًا لمديرية تبن. يبلغ تعداد سكانها 3279 نسمة حسب الإحصاء الذي جرى عام 2004.